# Premi Oscar 2008
L'80ª edizione della cerimonia di premiazione dei Premi Oscar si è tenuta il 24 febbraio 2008 nel celebre Kodak Theatre di Hollywood, che ha ospitato la manifestazione ben sette volte. A condurre la serata è stato scelto il presentatore televisivo e comico statunitense Jon Stewart, alla sua seconda conduzione dopo l'edizione del 2006.
Le nomination sono state annunciate il 22 gennaio al Samuel Goldwyn Theater.

## Vincitori e candidati
I vincitori sono indicati in grassetto. Dove ricorrente e disponibile, viene indicato il titolo in lingua italiana e quello in lingua originale tra parentesi.

### Miglior film
- Non è un paese per vecchi (No Country for Old Men), regia di Joel ed Ethan Coen
- Espiazione (Atonement), regia di Joe Wright
- Juno, regia di Jason Reitman
- Michael Clayton, regia di Tony Gilroy
- Il petroliere (There Will Be Blood), regia di Paul Thomas Anderson

### Miglior regia
- Joel ed Ethan Coen - Non è un paese per vecchi (No Country for Old Men)
- Julian Schnabel - Lo scafandro e la farfalla (Le scaphandre et le papillon)
- Jason Reitman - Juno
- Tony Gilroy - Michael Clayton
- Paul Thomas Anderson - Il petroliere (There Will Be Blood)

### Miglior attore protagonista
- Daniel Day-Lewis - Il petroliere (There Will Be Blood)
- George Clooney - Michael Clayton
- Johnny Depp - Sweeney Todd - Il diabolico barbiere di Fleet Street (Sweeney Todd: The Demon Barber of Fleet Street)
- Tommy Lee Jones - Nella valle di Elah (In the Valley of Elah)
- Viggo Mortensen - La promessa dell'assassino (Eastern Promises)

### Migliore attrice protagonista
- Marion Cotillard - La Vie en rose (La Môme)
- Cate Blanchett - Elizabeth: The Golden Age
- Julie Christie - Away from Her - Lontano da lei (Away from Her)
- Laura Linney - La famiglia Savage (The Savages)
- Elliot Page - Juno

### Miglior attore non protagonista
- Javier Bardem - Non è un paese per vecchi (No Country for Old Men)
- Casey Affleck - L'assassinio di Jesse James per mano del codardo Robert Ford (The Assassination of Jesse James by the Coward Robert Ford)
- Philip Seymour Hoffman - La guerra di Charlie Wilson (Charlie Wilson's War)
- Hal Holbrook - Into the Wild - Nelle terre selvagge (Into the Wild)
- Tom Wilkinson - Michael Clayton

### Migliore attrice non protagonista
- Tilda Swinton - Michael Clayton
- Cate Blanchett - Io non sono qui (I'm Not There)
- Ruby Dee - American Gangster
- Saoirse Ronan - Espiazione (Atonement)
- Amy Ryan - Gone Baby Gone

### Miglior sceneggiatura non originale
- Joel ed Ethan Coen - Non è un paese per vecchi (No Country for Old Men)
- Christopher Hampton - Espiazione (Atonement)
- Sarah Polley - Away from Her - Lontano da lei (Away from Her)
- Ronald Harwood - Lo scafandro e la farfalla (Le scaphandre et le papillon)
- Paul Thomas Anderson - Il petroliere (There Will Be Blood)

### Miglior sceneggiatura originale
- Diablo Cody - Juno
- Nancy Oliver - Lars e una ragazza tutta sua (Lars and the Real Girl)
- Tony Gilroy - Michael Clayton
- Jan Pinkava, Jim Capobianco e Brad Bird - Ratatouille
- Tamara Jenkins - La famiglia Savage (The Savages)

### Miglior film straniero
- Il falsario - Operazione Bernhard (Die Fälscher), regia di Stefan Ruzowitzky (Austria)
- Beaufort (בופור), regia di Joseph Cedar (Israele)
- Katyn (Katyń), regia di Andrzej Wajda (Polonia)
- Mongol (Монгол), regia di Sergej Bodrov (Kazakistan)
- 12 (Dvenadtsat'), regia di Nikita Michalkov (Russia)

### Miglior film d'animazione
- Ratatouille, regia di Brad Bird e Jan Pinkava
- Persepolis, regia di Marjane Satrapi e Vincent Paronnaud
- Surf's Up - I re delle onde (Surf's Up), regia di Ash Brannon e Chris Buck

### Miglior fotografia
- Robert Elswit - Il petroliere (There Will Be Blood)
- Roger Deakins - L'assassinio di Jesse James per mano del codardo Robert Ford (The Assassination of Jesse James by the Coward Robert Ford)
- Seamus McGarvey - Espiazione (Atonement)
- Roger Deakins - Non è un paese per vecchi (No Country for Old Men)
- Janusz Kaminski - Lo scafandro e la farfalla (Le scaphandre et le papillon)

### Miglior scenografia
- Dante Ferretti e Francesca Lo Schiavo - Sweeney Todd - Il diabolico barbiere di Fleet Street (Sweeney Todd: The Demon Barber of Fleet Street)
- Arthur Max e Beth A. Rubino - American Gangster
- Sarah Greenwood e Katie Spencer - Espiazione (Atonement)
- Dennis Gassner e Anna Pinnock - La bussola d'oro (The Golden Compass)
- Jack Fisk e Jim Erickson - Il petroliere (There Will Be Blood)

### Migliori costumi
- Alexandra Byrne - Elizabeth: The Golden Age
- Albert Wolsky - Across the Universe
- Jacqueline Durran - Espiazione (Atonement)
- Marit Allen - La vie en rose (La Môme)
- Colleen Atwood - Sweeney Todd - Il diabolico barbiere di Fleet Street (Sweeney Todd: The Demon Barber of Fleet Street)

### Miglior trucco
- Didier Lavergne e Jan Archibald - La Vie en rose (La Môme)
- Rick Baker e Kazuhiro Tsuji - Norbit
- Ve Neill e Martin Samuel - Pirati dei Caraibi - Ai confini del mondo (Pirates of the Caribbean: At World's End)

### Migliori effetti speciali
- Michael L. Fink, Bill Westenhofer, Ben Morris e Trevor Wood - La bussola d'oro (The Golden Compass)
- John Knoll, Hal T. Hickel, Charlie Gibson e John Frazier - Pirati dei Caraibi - Ai confini del mondo (Pirates of the Caribbean: At World's End)
- Scott Farrar, Scott Benza, Russell Earl e John Frazier - Transformers

### Miglior montaggio
- Christopher Rouse - The Bourne Ultimatum - Il ritorno dello sciacallo (The Bourne Ultimatum)
- Juliette Welfling - Lo scafandro e la farfalla (Le scaphandre et le papillon)
- Jay Cassidy - Into the Wild - Nelle terre selvagge (Into the Wild)
- Ethan Coen e Joel Coen - Non è un paese per vecchi (No Country for Old Men)
- Dylan Tichenor - Il petroliere (There Will Be Blood)

### Miglior sonoro
- Scott Millan, David Parker e Kirk Francis - The Bourne Ultimatum - Il ritorno dello sciacallo (The Bourne Ultimatum)
- Skip Lievsay, Craig Berkey, Greg Orloff e Peter F. Kurland - Non è un paese per vecchi (No Country for Old Men)
- Randy Thom, Michael Semanick e Doc Kane - Ratatouille
- Paul Massey, David Giammarco e Jim Stuebe - Quel treno per Yuma (3:10 to Yuma)
- Kevin O'Connell, Greg P. Russell e Peter J. Devlin - Transformers

### Miglior montaggio sonoro
- Karen M. Baker e Per Hallberg - The Bourne Ultimatum - Il ritorno dello sciacallo (The Bourne Ultimatum)
- Skip Lievsay - Non è un paese per vecchi (No Country for Old Men)
- Randy Thom e Michael Silvers - Ratatouille
- Matthew Wood - Il petroliere (There Will Be Blood)
- Mike Hopkins e Ethan Van der Ryn - Transformers

### Migliore colonna sonora
- Dario Marianelli - Espiazione (Atonement)
- Alberto Iglesias - Il cacciatore di aquiloni (The Kite Runner)
- James Newton Howard - Michael Clayton
- Michael Giacchino - Ratatouille
- Marco Beltrami - Quel treno per Yuma (3:10 to Yuma)

### Miglior canzone
- Falling Slowly, parole e musica di Glen Hansard e Markéta Irglová - Once (Una volta) (Once)
- Raise It Up,  parole e musica di Chris Trapper  - La musica nel cuore (August Rush)
- Happy Working Song, musica di Alan Menken e parole di Stephen Schwartz - Come d'incanto (Enchanted)
- So Close, musica di Alan Menken e parole di Stephen Schwartz - Come d'incanto (Enchanted)
- That's How You Know, musica di Alan Menken e parole di Stephen Schwartz - Come d'incanto (Enchanted)

### Miglior documentario
- Taxi to the Dark Side, regia di Alex Gibney
- No End in Sight, regia di Charles Ferguson
- Operation Homecoming: Writing the Wartime Experience, regia di Richard E. Robbins
- Sicko, regia di Michael Moore
- War Dance, regia di Sean Fine e Andrea Nix

### Miglior cortometraggio
- Le Mozart des pickpockets, regia di Philippe Pollet-Villard
- Om natten, regia di Christian E. Christiansen
- Il supplente, regia di Andrea Jublin
- Tanghi argentini, regia di Guy Thys
- The Tonto Woman, regia di Daniel Barber

### Miglior cortometraggio documentario
- Freeheld, regia di Cynthia Wade
- La corona, regia di Amanda Micheli e Isabel Vega
- Salim Baba, regia di Tim Sternberg
- Sari's Mother, regia di James Longley

### Miglior cortometraggio d'animazione
- Pierino & il lupo (Peter & the Wolf), regia di Suzie Templeton
- Même les pigeons vont au paradis, regia di Samuel Tourneux
- I Met the Walrus, regia di Josh Raskin
- Madame Tutli-Putli, regia di Chris Lavis e Maciek Szczerbowski
- Moya lyubov, regia di Aleksandr Petrov

## Premi speciali

### Premio alla carriera
- Robert F. Boyle, "in riconoscimento di una delle più grandi carriere cinematografiche nell'art direction".